# حاتم حافظ
حاتم حافظ (وُلد في 7 فبراير 1974) هو كاتب وأكاديمي ومُخرج ومُترجم مصري.

## التعليم والتحصيل
حصل حافظ على درجة الليسانس في الآداب والتربية جامعة عين شمس في عام 1995، والبكالوريوس من المعهد العالي للفنون المسرحية عام 2000، ودبلومة في الفنون في 2002، والماجستير في الدراما عام 2007، والدكتوراه في فلسفة الفنون في عام 2015.

## العمل
عملَ حافظ مُدرسًا في قسم الدراما والنقد بالمعهد العالي للفنون المسرحية.
وعلى مُستوى الصحافة شغل منصب رئيس تحرير مجلة الفنون التي تصدر عن الهيئة المصرية العامة للكتاب، كما عمل مسؤول تحرير في مجلة الفن المعاصر ومدير تحرير مجلة المسرح، ومحررًا في جريدة الأهرام والأهرام الدولي، ومُشرفًا على قسم الرأي بجريدة البديل والديسك المركزي بالأهرام المسائي، ومُديرًا لمشروع تفريغ برامج قناة الجزيرة.